# Molophilus perextensus
Molophilus perextensus är en tvåvingeart som beskrevs av Alexander 1951. Molophilus perextensus ingår i släktet Molophilus och familjen småharkrankar. Inga underarter finns listade i Catalogue of Life.